# Virine
Virine (en serbe cyrillique : Вирине) est un village de Serbie situé dans la municipalité de Ćuprija, district de Pomoravlje. Au recensement de 2011, il comptait 763 habitants.

## Démographie
| 1948  | 1953  | 1961  | 1971  | 1981  | 1991  | 2002 | 2011 |
| ----- | ----- | ----- | ----- | ----- | ----- | ---- | ---- |
| 1 513 | 1 613 | 1 572 | 1 462 | 1 441 | 1 358 | 884  | 763  |

|  |